# Anton Lesser
Pour les articles homonymes, voir Lesser.
Anton Lesser est un acteur britannique né le 14 février 1952 à Birmingham en Angleterre.

## Biographie

### Vie privée
Épouse : Madeleine Lesser
Enfants : Lily Lesser, Harry Lesser

## Filmographie

### Cinéma
- 1982 : Drôle de missionnaire : le jeune homme
- 1985 : The Assam Garden : M. Sutton
- 1997 : Le Mystère des fées : Une histoire vraie : le caporal
- 2000 : Il était une fois Jésus : Hérode
- 2000 : Esther Kahn : Sean
- 2001 : Charlotte Gray : Renech
- 2003 : Y Mabinogi : Teyrnon
- 2003 : Disparitions : Général Guzman
- 2005 : River Queen : Baine
- 2006 : Miss Potter : Harold Warne
- 2011 : Pirates des Caraïbes : La Fontaine de jouvence : Lord John Carteret
- 2011 : The Lady : Professeur Finnis
- 2011 : Flutter : Bruno
- 2012 : The Scapegoat : Père McReady
- 2014 : Closer to the Moon : Holban
- 2016 : A United Kingdom : le Premier Ministre Clement Attlee
- 2016 : Trahisons (The Exception) : Général Falkenberg
- 2016 : Alliés : Emmanuel Lombard
- 2017 : Désobéissance : Rav Krushka
- 2018 : Gatecrash : Sid

### Télévision
- 1979 : The Mill on the Floss : Philip Wakem (6 épisodes)
- 1979 : Oresteia : Oreste (3 épisodes)
- 1984 : Freud : Wilhelm Fliess (5 épisodes)
- 1985 : Anna of the Five Towns : Willie Price (3 épisodes)
- 1987 : Great Performances : le voleur (1 épisode)
- 1991 : Strauss Dynasty : Levi (8 épisodes)
- 1992 : Downton Lagos : Mungo Dawson (3 épisodes)
- 1994 : Shakespeare: The Animated Tales : Leontes (1 épisode)
- 1995 : The Politician's Wife : Mark Hollister (3 épisodes)
- 1995 : Bugs : Patrick Marcel (1 épisode)
- 1997 : The Moonstone : Ezra Jennings
- 1998 : Invasion: Earth : Lieutenant Charles Terrell (4 épisodes)
- 1998 : Vanity Fair : M. Pitt Crawley (5 épisodes)
- 2001 : Jack et le Haricot magique : Vidas Merlinis (2 épisodes)
- 2001 : Larry et Balki : Stephen (3 épisodes)
- 2001 : Les Mystères de Sherlock Holmes : Milburn (1 épisode)
- 2001 : 1943, l'ultime révolte : Nathan Lensky
- 2001 : Swallow : Paul Valley (3 épisodes)
- 2002 : Meurtres en sommeil : Professeur Ray Levin (2 épisodes)
- 2003 : Sous haute protection : Batten
- 2003 : Eroica : Sukowaty
- 2003-2008 : Inspecteur Barnaby : Révérend Wallace Stone et Eddie Darwin (2 épisodes)
- 2004 : Affaires non classées : Marcus Gwilym (2 épisodes)
- 2004 : MI-5 : Nicholas Ashworth (1 épisode)
- 2005 : Rencontre au sommet : George
- 2006 : Vital Signs : Dr Lindsay (3 épisodes)
- 2006 : Inspecteurs associés : Paul Goodman (2 épisodes)
- 2006 : Flics toujours : Pete Mackintyre (1 épisode)
- 2006 : Inspecteur Frost : Dennis Prior (1 épisode)
- 2008 : Messiah : Samuel Waite (2 épisodes)
- 2008 : The Palace : l'archevêque de Canterbury (2 épisodes)
- 2008 : Hercule Poirot : Inspecteur Kelsey (1 épisode)
- 2008 : Einstein et Eddington : Fritz Haber
- 2008 : La Petite Dorrit : M. Merdle (7 épisodes)
- 2009 : Casualty 1909 : Dr Henry Head (4 épisodes)
- 2010 : Holby City : Sol Caplin (1 épisode)
- 2010 : Garrow's Law : John Farmer (4 épisodes)
- 2011 : Nick Cutter et les Portes du temps : Gidéon (5 épisodes)
- 2011 : The Hour : Clarence Fendley (6 épisodes)
- 2012 : Secret State : Sir Michael Rix (2 épisodes)
- 2012-2016 : The Hollow Crown : duc d’Exeter (4 épisodes)
- 2013 : Espions de Varsovie : Dr Lapp (3 épisodes)
- 2013 : Mad Dogs : Alex (1 épisode)
- 2013 : Ripper Street : Dr Karl Crabbe (2 épisodes)
- 2013 : Perfect Crime : Richard Mayfield (3 épisodes)
- 2013 : Atlantis : Kyros (1 épisode)
- 2013-2019 : Game of Thrones : Qyburn (22 épisodes)
- 2013-2023 : Les Enquêtes de Morse : le superintendant en chef Reginald Bright (22 épisodes)
- 2015 : Dans l'ombre des Tudors : Thomas More (4 épisodes)
- 2015-2016 : Dickensian : Fagin (15 épisodes)
- 2017 : The Crown : Harold Macmillan
- 2019 : The Trial of Christine Keeler : Michael Eddowes
- 2021 : A Discovery of Witches : Rabbi Loew
- 2022 : 1899 (série TV)
- 2022-2025 : Andor : le major Lio Partagaz